# Saskia De Ville
Saskia De Ville, née en 1984, est une musicologue, journaliste, animatrice radio, animatrice de télévision et productrice belge.

## Jeunesse et études
Saskia De Ville est la fille de Baudouin Deville[réf. nécessaire], auteur de bande dessinée.
De l'âge de 8 à 20 ans, elle fait partie du chœur d'enfants du Théâtre de la Monnaie.
De 2004 à 2009, elle étudie à l'université libre de Bruxelles et est diplômée en musicologie, en histoire de l’art et gestion culturelle.  
En 2014, elle commence une formation en journalisme de télévision à l’École supérieure de journalisme de Lille.

## Vie professionnelle

### Radio
En 2008, elle rejoint la station de radio belge Musiq3 de la RTBF et produit l'émission Musique et Compagnie de 2009 à 2012. En 2012 et jusqu'en 2014, elle produit et anime l'émission matinale Le point du jour sur Musiq3.  
En août 2016, elle rejoint Radio France en devenant la productrice et l'animatrice de la matinale de France Musique,.

### Télévision
À la télévision, elle anime quelques émissions comme le Concours Reine Élisabeth dès 2011 ou le TOP 50 du classique. En février 2018, elle rejoint la chaîne Arte. 

### Presse écrite
En 2016, elle est journaliste au Vif/L’Express comme responsable de la rubrique musique classique.

### Gestion d’événements culturels
Elle poursuit régulièrement une activité de gestion d'événements culturels, par exemple, en tant que modératrice de rencontres à l’Opéra Royal de La Monnaie de 2014 à 2016 ou encore en tant que dramaturge au Festival international d'art lyrique d'Aix-en-Provence.